# 밀운군
밀운군(密雲郡)은 남북조 시대에 세워진 중국의 옛 군이다.
황시 2년 후한대에 버려졌던 어양군의 옛땅을 개척하여 신설한 군으로 현재 베이징시 미윈 구, 청더 시일대에 존재했다. 제휴성(提攜城)이 군역내에 있었다.
북위대에는 3현 2,231호 9,011명을 거느렸다.
| 현명(한자) | 현명(한글) | 대략적 위치                          | 비고                                                                                        |
| ---------- | ---------- | ------------------------------------ | ------------------------------------------------------------------------------------------- |
| 密云縣     | 밀운현     | 베이징시 미윈 구                     | 448년 방성현을 흡수하였다. 북제가 이지역을 점령한 이후 백단현, 요양현을 흡수했다.           |
| 白檀縣     | 백단현     | 청더 시 펑닝 만족 자치현 남동부 일대 | 전한대 어양군에 속해있었으나 후한대에 폐지되었다. 서진 이후에 복원되었다. 군의 치소가 있다. |
| 要陽縣     | 요양현     | 청더 시 롼핑 현 북부                 | 전한대 어양군에 속해있었으나 후한대에 폐지되었다. 서진 이후에 복원되었다.                   |